# Collegio elettorale di Faenza (Regno di Sardegna)
Il collegio elettorale di Faenza è stato un collegio elettorale uninominale del Regno di Sardegna. Fu istituito, assieme agli altri collegi elettorali dell'Emilia, con decreto del Governatore per le provincie dell'Emilia, Luigi Carlo Farini, il 20 gennaio 1860. Era uno dei sette collegi in cui era stata suddivisa la provincia di Ravenna.
Era composto da due sezioni, entrambe nel territorio di Faenza.

## Dati elettorali
Nel collegio si svolsero votazioni per la VII legislatura
Dopo la proclamazione dell'unità d'Italia nel territorio fu istituito l'omonimo collegio.

### VII legislatura
Le votazioni si svolsero in 387 collegi uninominali a doppio turno. Come previsto dalla legge elettorale del 20 novembre 1859, era eletto al primo turno il candidato che «riunisce in suo favore più del terzo dei voti del total numero dei membri componenti il collegio e più della metà dei suffragi dati dai votanti presenti all'adunanza» (art. 91). Se nessun candidato era eletto, al ballottaggio tra i due candidati con più voti era eletto chi otteneva il maggior numero di voti (art. 92) o, in caso di ugual numero di voti, il maggiore d'età (art. 93).
| Partito                            | Partito                            | Candidato                          | Risultati 25 marzo 1860 | Risultati 25 marzo 1860 |
| Partito                            | Partito                            | Candidato                          | Voti                    | %                       |
| ---------------------------------- | ---------------------------------- | ---------------------------------- | ----------------------- | ----------------------- |
|                                    | —                                  | Carlo Luigi Farini                 | 237                     | 91,15                   |
|                                    | —                                  | Giacomo Sacchi                     | 23                      | 8,85                    |
|                                    |                                    |                                    |                         |                         |
| Iscritti                           | Iscritti                           | Iscritti                           | 731                     | 100,00                  |
| ↳ Votanti (% su iscritti)          | ↳ Votanti (% su iscritti)          | ↳ Votanti (% su iscritti)          | 273                     | 37,35                   |
| ↳ Voti validi (% su votanti)       | ↳ Voti validi (% su votanti)       | ↳ Voti validi (% su votanti)       | 260                     | 95,24                   |
| ↳ Schede non valide (% su votanti) | ↳ Schede non valide (% su votanti) | ↳ Schede non valide (% su votanti) | 13                      | 4,76                    |
| ↳ Astenuti (% su iscritti)         | ↳ Astenuti (% su iscritti)         | ↳ Astenuti (% su iscritti)         | 458                     | 62,65                   |

Nella tornata del 9 aprile 1860, furono presentate alla camera i risultati di questo collegio. L'onorevole Chiapusso, relatore per conto della VI sezione, pose in evidenza come gli uffici elettorali non avessero interpretato correttamente la legge elettorale: avevano infatti proclamato eletto Farini nonostante non avesse raggiunto, come prescritto, dall'articolo 91 della legge, il terzo degli elettori iscritti. La motivazione addotta fu che erano stati respinti gli analfabeti e il loro numero era stato sottratto al numero degli aventi diritto al voto. Il relatore pose in rilievo che la legge, nell'articolo  52, stabiliva che il numero degli elettori era quello fissato nel decreto di convocazione dei collegi. La camera si espresse per l'annullamento. Il collegio fu riconvocato. 
| Partito                            | Partito                            | Candidato                          | Primo turno 6 maggio 1860 | Primo turno 6 maggio 1860 | Ballottaggio 10 maggio 1860 | Ballottaggio 10 maggio 1860 |
| Partito                            | Partito                            | Candidato                          | Voti                      | %                         | Voti                        | %                           |
| ---------------------------------- | ---------------------------------- | ---------------------------------- | ------------------------- | ------------------------- | --------------------------- | --------------------------- |
|                                    | —                                  | Giacomo Sacchi                     | 88                        | 42,51                     | 158                         | 63,71                       |
|                                    | —                                  | Alessandro Borella                 | 119                       | 57,49                     | 90                          | 36,29                       |
|                                    |                                    |                                    |                           |                           |                             |                             |
| Iscritti                           | Iscritti                           | Iscritti                           | 731                       | 100,00                    | 731                         | 100,00                      |
| ↳ Votanti (% su iscritti)          | ↳ Votanti (% su iscritti)          | ↳ Votanti (% su iscritti)          | 213                       | 29,14                     | 255                         | 34,88                       |
| ↳ Voti validi (% su votanti)       | ↳ Voti validi (% su votanti)       | ↳ Voti validi (% su votanti)       | 207                       | 97,18                     | 248                         | 97,25                       |
| ↳ Schede non valide (% su votanti) | ↳ Schede non valide (% su votanti) | ↳ Schede non valide (% su votanti) | 6                         | 2,82                      | 7                           | 2,75                        |
| ↳ Astenuti (% su iscritti)         | ↳ Astenuti (% su iscritti)         | ↳ Astenuti (% su iscritti)         | 518                       | 70,86                     | 476                         | 65,12                       |